# Jaume II de Xèrica
Jaume II de Xèrica i Álvarez de Azagra (mort el 1321) fou un noble valencià, fill de Jaume de Xèrica i d'Elfa Álvarez de Azagra.
Igual que el seu pare, fou un dels caps de la Unió d'Aragó. El 1291 era present a les converses de Monteagudo entre Jaume II i Sanç IV de Castella.
El 1296 el rei Jaume II aprofita la minoria d'edat del nou rei de Castella Ferran IV i el conflicte entre els seus regents per apoderar-se del regne de Múrcia, participant Jaume II de Xèrica molt activament, per la qual cosa el 1298 actuava com a procurador del rei al regne de València i a Múrcia. El 1300 fou distingit com a alferes i portabandera reial.
No obstant això, la seva participació en la facció nobiliària aragonesa en 1300 i ser ell designat pels nobles aragonesos jutge, juntament amb Don Lope Ferrench de Luna i reclamar deutes que suposadament el rei tenia amb ells, va fer que se'l considerés rebel i que fos processat vers el 1301, moment en el qual el justícia d'Aragó va dictaminar contra els privilegis dels nobles; però el rei aviat el va perdonar i fins i tot li feu assumir el càrrec de portantveus del seu fill, l'infant i primogènit Jaume d'Aragó i d'Anjou, com a procurador general d'Aragó.
El 23 de març de 1304 atorgà a Sinarques la carta pobla a 70 famílies cristianes. El mateix 1304 acompanyava el rei a les visites que feu als reis de Portugal i Castella. El 1309 va participar en les campanyes bèl·liques d'Almeria, i just després serví el segon fill del rei, l'infant Alfons (futur successor).
Pels seus serveis a la corona, especialment amb els infants, se li concedí la mà d'una de les filles de l'almirall Roger de Llúria: Beatriu de Llúria (morta el 1334), que era l'hereva de Cocentaina entre altres poblacions. En morir el 1321, ella va quedar com a administradora del patrimoni dels Xèrica, fet que l'enfrontà al seu mateix fill, Jaume III de Xèrica.

## Matrimoni i descendents
Estava casat amb Beatriu de Llúria, filla de l'almirall Roger de Llúria:
- Jaume III de Xèrica i de Llúria
- Maria de Xèrica (Maria Alvarez)
- Pere de Xèrica i de Llúria
- Teresa (?-1321)
- Beatriu de Llúria
- Alfons Roger de Llúria

Podria ser que hagués tingut un fill fora del matrimoni:
- Joan Álvarez (?-1337)